# Özlem
Özlem ist ein türkischer weiblicher Vorname mit der Bedeutung „Sehnsucht“.

## Namensträger
- Özlem, Schiff, das 2006 vor Batumi havarierte

### Vorname
- Özlem Başyurt (* 1971), türkische Fußballnationalspielerin
- Özlem Bulut (* 1982), kurdisch-türkische Sängerin
- Özlem Cetin (* 19**), türkische Sängerin, Songwriterin und Schauspielerin
- Özlem Demirel (* 1984), deutsche Politikerin (Die Linke) kurdischer Herkunft
- Özlem Özgül Dündar (* 1983), deutsche Schriftstellerin und Übersetzerin
- Özlem Düvencioğlu (* 1980), deutschtürkische Schauspielerin und Filmproduzentin
- Özlem Gezer (* 1981), deutsche Journalistin
- Özlem Kaya (* 1990), türkische Mittelstrecken- und Hindernisläuferin
- Özlem Özdil (* 1979), alevitische Sängerin
- Özlem Sağlanmak (* 1980), dänische Schauspielerin
- Özlem Sarıkaya (* 1974), deutsche Fernsehjournalistin und Moderatorin
- Özlem Soydan (* 1972), deutsch-türkische Schauspielerin
- Özlem Tekin (* 1971), türkische Sängerin und Moderatorin
- Özlem Topçu (* 1977), deutsche Journalistin und Reporterin türkischer Herkunft
- Özlem Türeci (* 1967), deutsch-türkische Medizinerin und Biotechnologin
- Özlem Ünsal (* 1974), deutsche Politikerin (SPD)

### Familienname
- Yılmaz Özlem (* 1972), türkischer Fußballspieler und -trainer